# Liste des navires de la Deutsche Marine
Liste des navires de la Deutsche Marine (Marine allemande) comprenant tous les navires  de la République fédérale mis en service depuis la réunification de l'Allemagne en 1990. Elle était appelée Bundesmarine (Marine fédérale) jusqu'à celle-ci.

## Liste
Cette liste est probablement incomplète.
| Classe                             | Numéro          | Nom                    | Déplacement     | Admis au service |                 | Notes                                                          |
| Sous-marins (6)                    | Sous-marins (6) | Sous-marins (6)        | Sous-marins (6) | Sous-marins (6)  | Sous-marins (6) | Sous-marins (6)                                                |
| ---------------------------------- | --------------- | ---------------------- | --------------- | ---------------- | --------------- | -------------------------------------------------------------- |
| Type 212                           | S 181           | U-31                   | 1 830 t         | 2005             |                 |                                                                |
| Type 212                           | S 182           | U-32                   | 1 830 t         | 2005             |                 |                                                                |
| Type 212                           | S 183           | U-33                   | 1 830 t         | 2006             |                 |                                                                |
| Type 212                           | S 184           | U-34                   | 1 830 t         | 2007             |                 |                                                                |
| Type 212                           | S 185           | U-35                   | 1 830 t         | 2015             |                 |                                                                |
| Type 212                           | S 186           | U-36                   | 1 830 t         | 2016             |                 |                                                                |
| Frégates (10)                      |                 |                        |                 |                  |                 |                                                                |
| Baden-Württemberg                  | F 222           | Baden-Württemberg      | 7 200 t         | 2019             |                 | F 224 et F 225 doivent entrer en service en 2021               |
| Baden-Württemberg                  | F 223           | Nordrhein-Westfalen    | 7 200 t         | 2020             |                 | F 224 et F 225 doivent entrer en service en 2021               |
| Baden-Württemberg                  | F 224           | Sachsen-Anhalt         | 7 200 t         | 2020             |                 | F 224 et F 225 doivent entrer en service en 2021               |
| Baden-Württemberg                  | F 225           | Rheinland-Pfalz        | 7 200 t         | 2021             |                 | F 224 et F 225 doivent entrer en service en 2021               |
| Sachsen                            | F 219           | Sachsen                | 5 800 t         | 2003             |                 |                                                                |
| Sachsen                            | F 220           | Hamburg                | 5 800 t         | 2004             |                 |                                                                |
| Sachsen                            | F 221           | Hessen                 | 5 800 t         | 2006             |                 |                                                                |
| Brandenburg                        | F 215           | Brandenburg            | 4 900 t         | 1992             |                 |                                                                |
| Brandenburg                        | F 216           | Schleswig-Holstein     | 4 900 t         | 1994             |                 |                                                                |
| Brandenburg                        | F 217           | Bayern                 | 4 900 t         | 1994             |                 |                                                                |
| Brandenburg                        | F 218           | Mecklenburg-Vorpommern | 4 900 t         | 1995             |                 |                                                                |
| Bremen                             | F 214           | Lübeck                 | 3 680 t         | 1990             |                 | retrait en 2022                                                |
| Corvette (5)                       |                 |                        |                 |                  |                 |                                                                |
| Braunschweig                       | F 260           | Braunschweig           | 1 840 t         | 2008             |                 | 5 corvettes supplémentaires en construction entre 2019 et 2025 |
| Braunschweig                       | F 261           | Magdeburg              | 1 840 t         | 2008             |                 | 5 corvettes supplémentaires en construction entre 2019 et 2025 |
| Braunschweig                       | F 262           | Erfurt                 | 1 840 t         | 2013             |                 | 5 corvettes supplémentaires en construction entre 2019 et 2025 |
| Braunschweig                       | F 263           | Oldenburg              | 1 840 t         | 2013             |                 | 5 corvettes supplémentaires en construction entre 2019 et 2025 |
| Braunschweig                       | F 264           | Ludwigshafen am Rhein  | 1 840 t         | 2013             |                 | 5 corvettes supplémentaires en construction entre 2019 et 2025 |
| Bâtiments de guerre des mines (10) |                 |                        |                 |                  |                 |                                                                |
| Ensdorf (en)                       | M 1090          | Pegnitz                | 650 t           | 1990             |                 | Dragueur de mines                                              |
| Ensdorf (en)                       | M 1098          | Siegburg               | 650 t           | 1990             |                 | Dragueur de mines                                              |
| Frankenthal                        | M 1063          | Bad Bevensen           | 650 t           | 1993             |                 | Chasseur de mines                                              |
| Frankenthal                        | M 1064          | Grömitz                | 650 t           | 1994             |                 | Chasseur de mines                                              |
| Frankenthal                        | M 1068          | Datteln                | 650 t           | 1994             |                 | Chasseur de mines                                              |
| Frankenthal                        | M 1065          | Dillingen              | 650 t           | 1995             |                 | Chasseur de mines                                              |
| Frankenthal                        | M 1069          | Homburg                | 650 t           | 1995             |                 | Chasseur de mines                                              |
| Frankenthal                        | M 1062          | Sulzbach-Rosenberg     | 650 t           | 1996             |                 | Chasseur de mines                                              |
| Frankenthal                        | M 1058          | Fulda                  | 650 t           | 1998             |                 | Chasseur de mines                                              |
| Frankenthal                        | M 1059          | Weilheim               | 650 t           | 1998             |                 | Chasseur de mines                                              |
| Navires auxiliaires                |                 |                        |                 |                  |                 |                                                                |
| Berlin                             | A 1411          | Berlin                 | 20 240 t        | 2001             |                 | Navire ravitailleur                                            |
| Berlin                             | A 1412          | Frankfurt am Main      | 20 240 t        | 2002             |                 | Navire ravitailleur                                            |
| Berlin                             | A 1413          | Bonn                   | 20 240 t        | 2013             |                 | Navire ravitailleur                                            |
| Rhön (en)                          | A 1443          | Rhön                   | 14 169 t        | 1977             |                 | Navire ravitailleur retrait en 2024                            |
| Rhön (en)                          | A 1442          | Spessart               | 14 169 t        | 1977             |                 | Navire ravitailleur retrait en 2024                            |
| Elbe (en)                          | A 511           | Elbe                   | 3 586 t         | 1993             |                 |                                                                |
| Elbe (en)                          | A 512           | Mosel                  | 3 586 t         | 1993             |                 |                                                                |
| Elbe (en)                          | A 513           | Rhein                  | 3 586 t         | 1993             |                 |                                                                |
| Elbe (en)                          | A 514           | Werra                  | 3 586 t         | 1993             |                 |                                                                |
| Elbe (en)                          | A 515           | Main                   | 3 586 t         | 1994             |                 |                                                                |
| Elbe (en)                          | A 516           | Donau                  | 3 586 t         | 1994             |                 |                                                                |
| Oste                               | A 52            | Oste                   | 3 200 t         | 1988             |                 | navires de renseignement d'origine électromagnétique           |
| Oste                               | A 53            | Oker                   | 3 200 t         | 1988             |                 | navires de renseignement d'origine électromagnétique           |
| Oste                               | A 50            | Alster                 | 3 200 t         | 1989             |                 | navires de renseignement d'origine électromagnétique           |
| Type 751                           | A 1437          | Planet                 | 3 850 t         | 2005             |                 | Navire océanographique                                         |
| Gorch Fock                         | A 60            | Gorch Fock II          | 1 760 t         | 1958             |                 | Navire-école                                                   |

- classe Wangerooge remorqueurs de haute mer 798 t
  - A 1451 Wangerooge (1968)
  - A 1452 Spiekeroog (1968)
- Classe Helgoland remorqueurs de haute mer 1 310 t
  - A 1458 Fehmarn (1967)
- Classe Nordstrand remorqueur 350 t
  - Y 817 Nordstrand (1987)
  - Y 819 Langeness (1987)
  - Y 816 Vogelsand (1987)
  - Y 812 Lütje Hörn (1990)
  - Y 815 Scharhörn (1990)
  - Y 814 Knechtsand (1990)
- Classe Bottsand Navire antipollution 650 t
  - Y 1643 Bottsand (1984)
  - Y 1644 Eversand (1988)